# هوندا سی‌بی۲۰۰
هوندا سی‌بی۲۰۰ (به انگلیسی: Honda CB200)  یک موتورسیکلت ژاپنی دوسیلندر چهارزمانه ۱۹۸ سی‌سی با توان خروجی ۱۷ اسب بخار که توسط کمپانی موتورسازی هوندا بین سال‌های ۱۹۷۳ تا ۱۹۷۶ تولید می‌شد.

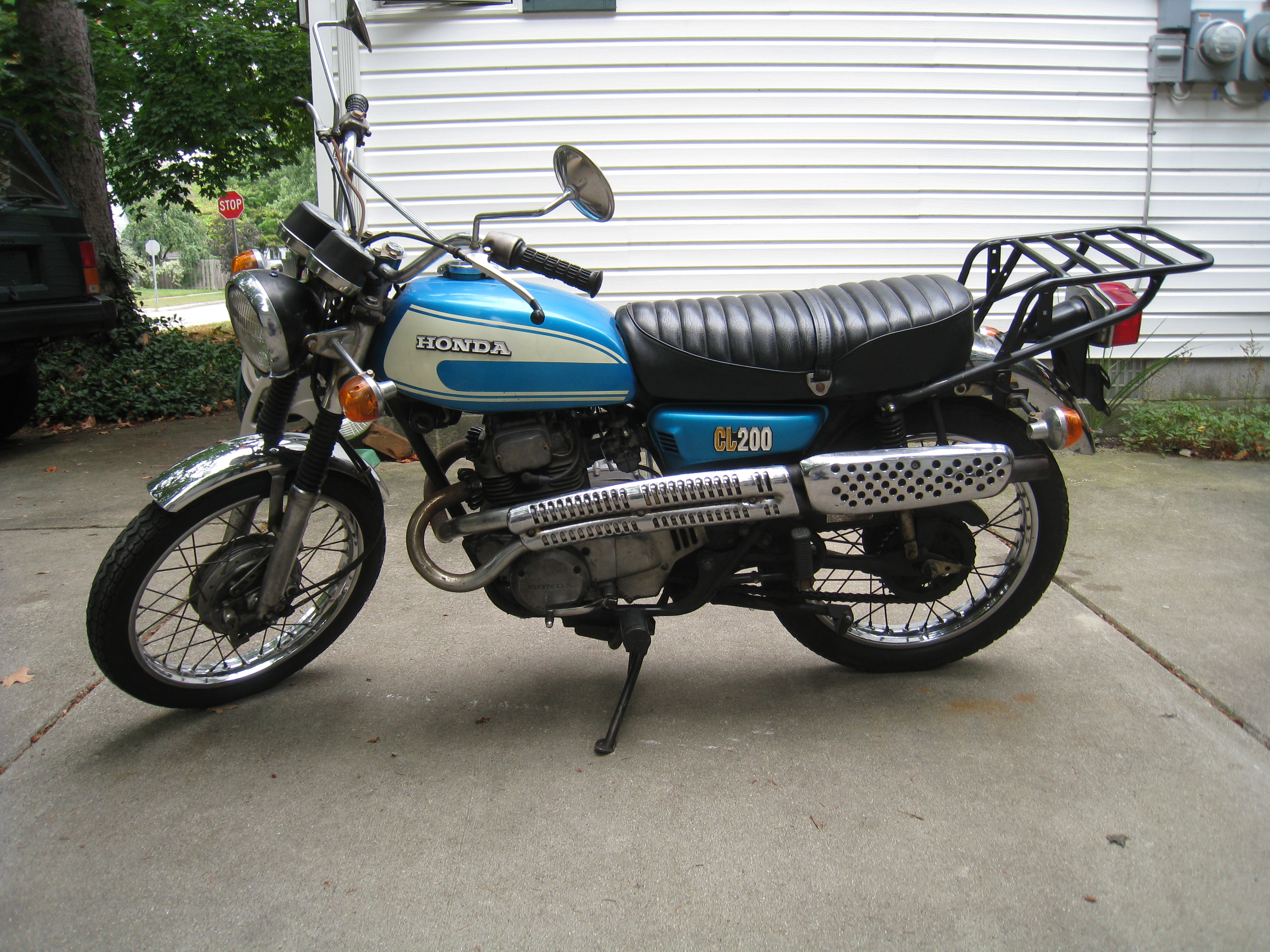
هوندا سی‌ال۲۰۰ مدل ۱۹۷۴